# Kim Du-bong

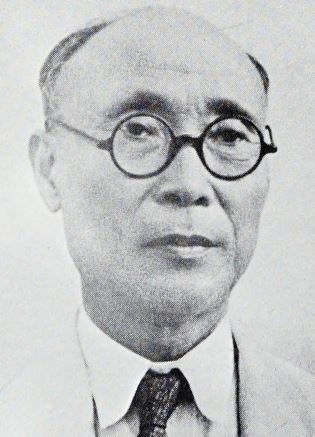
Kim Du-bong

Kim Du-bong (* 16. März 1886 im Stadtbezirk Dongnae-gu der Stadt Busan, Korea; † zwischen 1957 und 1960?) war ein nordkoreanischer Politiker.

## Karriere
Kim Du-bong war in der Zeit, als Korea eine Provinz Japans war, aktiv in der antijapanischen Samil-Bewegung, die die Unabhängigkeit Koreas anstrebte. Nach dem Verbot der Bewegung flüchtete er nach Shanghai. Im chinesischen Exil nahm er am Langen Marsch der chinesischen Kommunisten unter Mao Zedong teil. Später schloss er sich den koreanischen Guerillakämpfern an, die von China aus für die Unabhängigkeit Koreas agierten. 
Im August 1942 gründete Kim die Koreanische Unabhängigkeitsliga und nach der Kapitulation Japans im September 1945 die Neue Volkspartei, die später mit der Koreanischen Kommunistischen Partei zur Partei der Arbeit Nordkoreas, der Vorgängerin der Partei der Arbeit Koreas, fusionierte. Kim war der Vorsitzende der neu entstandenen Partei. Von 1947 bis 1948 war er außerdem Vorsitzender des Vorläufigen Volkskomitees von Nordkorea.
Nach der Ausrufung der Demokratischen Volksrepublik Korea (Nordkorea) 1948 wurde Kim Mitglied des Politbüros der Partei der Arbeit Koreas. Von 1948 bis 1957 war er Vorsitzender des Präsidiums der Obersten Volksversammlung und damit formell Staatsoberhaupt von Nordkorea.
Im März 1958 wurde Kim auf einer Parteikonferenz kritisiert, aller Staats- und Parteiämter enthoben und aus der Partei ausgeschlossen. Er starb vermutlich 1960 in der Kooperative Sun'an in der Provinz P’yŏngan-namdo als Genossenschaftsbauer an einer Krankheit. Der Sturz Kims war Teil einer groß angelegten Säuberung Ende der 1950er Jahre, die sich gegen die koreanischen Kommunisten richtete, die aus dem Exil in China oder der Sowjetunion nach Korea zurückgekehrt waren oder aus dem amerikanisch besetzten Südteil Koreas in den Norden gekommen waren. Kim Il-sung, der in dieser Zeit an der Konsolidierung seiner Alleinherrschaft über Nordkorea arbeitete, misstraute diesen Gruppen.